# Coecella horsfieldii
Coecella horsfieldii is een tweekleppigensoort uit de familie van de Mesodesmatidae. De wetenschappelijke naam van de soort is voor het eerst geldig gepubliceerd in 1853 door Gray.